# Tokyo Waterfront Area Rapid Transit
La Tokyo Waterfront Area Rapid Transit (東京臨海高速鉄道?, Tōkyō Rinkai Kōsoku Tetsudō), o più semplicemente TWR, è una compagnia ferroviaria giapponese che gestisce la linea Rinkai che opera principalmente nell'area del lungomare di Tokyo.
La sua maggioranza è posseduta dal governo metropolitano di Tokyo (91,32%).

## Storia
La società è stata costituita il 12 marzo 1991 con l'obiettivo di costruire e gestire un collegamento ferroviario tra il centro di Tokyo e l'isola artificiale di Odaiba.
La costruzione della linea ferroviaria iniziò nel 1992, la prima parte della linea tra Shin-Kiba e Tokyo Teleport fu aperta al servizio il 30 marzo 1996, inizialmente con il nome di Linea Rinkai Fukutoshin (臨海副都心線?, Rinkai-fukutoshin-sen). Il nome fu ufficialmente cambiato in Linea Rinkai il 1º settembre 2000. L'estensione fino all'isola di Tennōzu fu aperta il 31 marzo 2001, e la parte finale fino a Ōsaki il 1º dicembre 2002.
Oltre alla proprietà e alla gestione della Rinkai Line, TWR è coinvolta anche nel settore immobiliare e nella subappaltatura/gestione della progettazione di stazioni ed edifici.

## Linee ferroviarie
La compagnia gestisce una linea.
- Linea Rinkai (りんかい線?): Shin-Kiba - Ōsaki (12,2 km, 8 stazioni)

Mappa del percorso

## Materiale rotabile

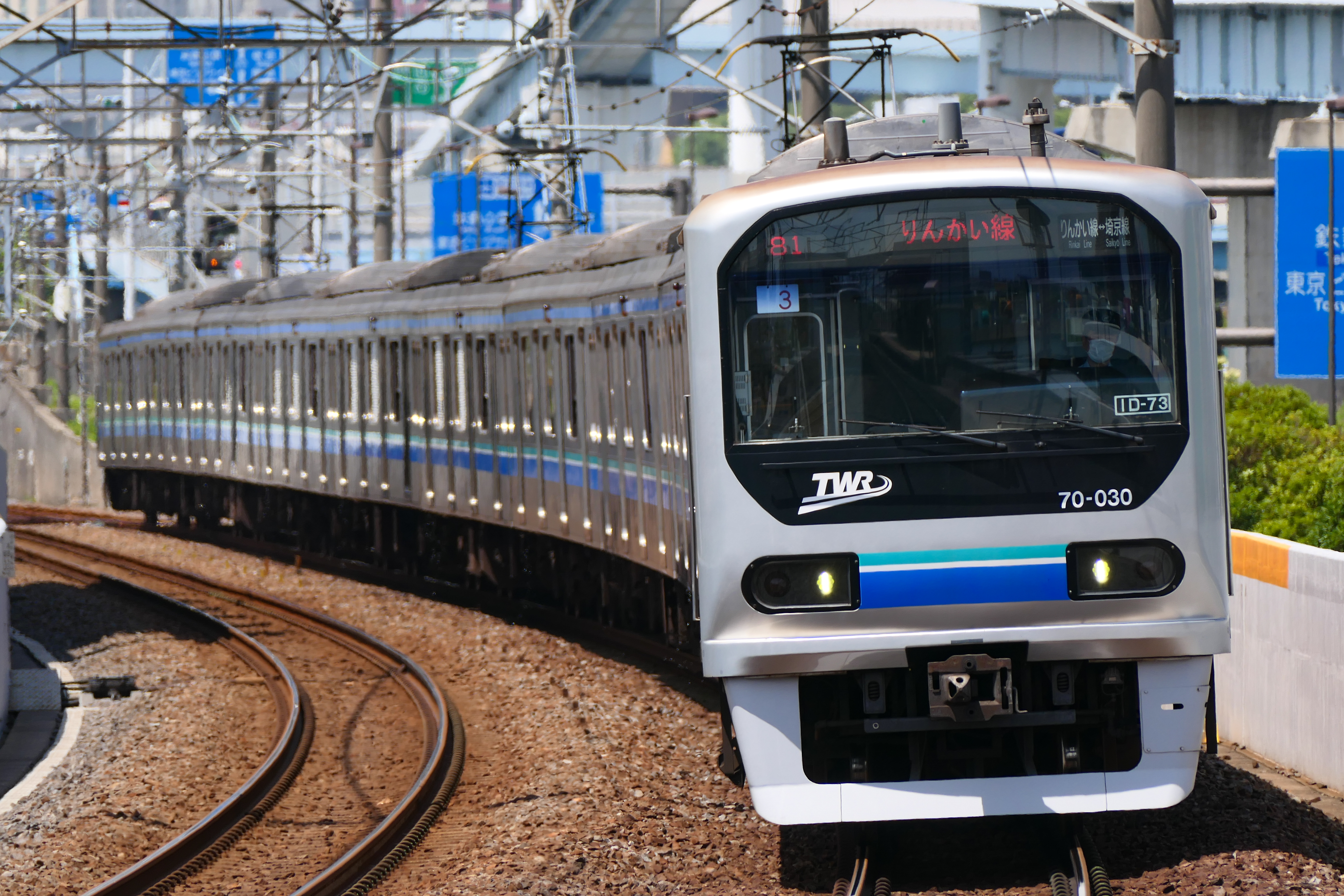
Serie 70-000 (stazione Shinonome giugno 2022)

- Serie 70-000